# Morti nel 1967/Ottobre
| Questa pagina contiene informazioni ricavate automaticamente dalle voci biografiche con l'ausilio del template Bio e di un bot. L'aggiornamento è periodico e automatico e ricostruisce completamente la pagina. Se manca una persona in questa lista, sei pregato di non aggiungerla, ma accertati piuttosto che la sua voce biografica contenga il template Bio e che i dati anagrafici siano correttamente compilati. Se il template Bio manca, inseriscilo tu stesso o, in alternativa, metti l'avviso {{tmp\|Bio}} che ne segnala la mancanza. Se i dati riportati sono sbagliati, correggi direttamente la voce biografica; le modifiche saranno visibili in questa lista entro pochi giorni. Per chiarimenti vedi il progetto biografie. La lista contiene solo le 76 persone che sono citate nell'enciclopedia e per le quali è stato implementato correttamente il template Bio. Pagina aggiornata al 3 mar 2024. |

- 1º ottobre - Ugo Perinelli, partigiano e politico italiano (n. 1917)
- 2 ottobre - Ercole Ercole, generale, aviatore e militare italiano (n. 1887)
- 2 ottobre - Albertina Rasch, danzatrice, coreografa e attrice austriaca (n. 1891)
- 2 ottobre - Hans Reissner, fisico e ingegnere aeronautico tedesco (n. 1874)
- 3 ottobre - Pinto Colvig, attore e doppiatore statunitense (n. 1892)
- 3 ottobre - Pietro Grammatico, politico italiano (n. 1885)
- 3 ottobre - Woody Guthrie, musicista, cantautore e scrittore statunitense (n. 1912)
- 3 ottobre - Vilhelm Jørgensen, calciatore danese (n. 1897)
- 3 ottobre - Malcolm Sargent, direttore d'orchestra, organista e compositore britannico (n. 1895)
- 4 ottobre - Edmond Novicki, calciatore francese (n. 1912)
- 4 ottobre - Guglielmo Zorzi, commediografo, regista e sceneggiatore italiano (n. 1879)
- 5 ottobre - Clifton Williams, astronauta statunitense (n. 1932)
- 6 ottobre - Sigurd Moen, pattinatore di velocità su ghiaccio norvegese (n. 1897)
- 7 ottobre - Norman Angell, politico e saggista britannico (n. 1872)
- 7 ottobre - Michele De Pietro, politico e avvocato italiano (n. 1884)
- 7 ottobre - Victor Hammer, pittore, incisore e tipografo austriaco (n. 1882)
- 7 ottobre - Thor Henning, nuotatore svedese (n. 1894)
- 7 ottobre - Ina Tosi, scrittrice italiana (n. 1879)
- 8 ottobre - Clement Attlee, politico e militare britannico (n. 1883)
- 8 ottobre - Philip Hicks, militare britannico (n. 1895)
- 9 ottobre - Gordon Allport, psicologo statunitense (n. 1897)
- 9 ottobre - Antonio Avena, storico italiano (n. 1882)
- 9 ottobre - Simeon Cuba Sarabia, rivoluzionario boliviano (n. 1935)
- 9 ottobre - José Fossa, calciatore argentino (n. 1902)
- 9 ottobre - Hans Gruber, calciatore tedesco (n. 1905)
- 9 ottobre - Che Guevara, rivoluzionario, guerrigliero e scrittore argentino (n. 1928)
- 9 ottobre - Cyril Norman Hinshelwood, chimico britannico (n. 1897)
- 9 ottobre - Takatsugu Jōjima, ammiraglio giapponese (n. 1890)
- 9 ottobre - André Maurois, romanziere, saggista e storico francese (n. 1885)
- 9 ottobre - Joseph Pilates, insegnante e imprenditore tedesco (n. 1883)
- 9 ottobre - François Spirito, criminale italiano (n. 1900)
- 9 ottobre - Edith Storey, attrice statunitense (n. 1892)
- 10 ottobre - Vyvyan Holland, scrittore e traduttore inglese (n. 1886)
- 10 ottobre - Frank Keaney, allenatore di pallacanestro statunitense (n. 1886)
- 10 ottobre - Simo Puupponen, scrittore e giornalista finlandese (n. 1915)
- 10 ottobre - Johann Studnicka, allenatore di calcio e calciatore austriaco (n. 1883)
- 11 ottobre - Ugo Costamagna, generale italiano (n. 1894)
- 11 ottobre - Henri Guérin, schermidore francese (n. 1905)
- 11 ottobre - Stanley Morison, tipografo britannico (n. 1889)
- 12 ottobre - Günther Blumentritt, generale tedesco (n. 1892)
- 12 ottobre - Nat Pendleton, lottatore e attore statunitense (n. 1895)
- 13 ottobre - Mario Giumanini, dirigente sportivo e calciatore italiano (n. 1892)
- 13 ottobre - Georges Sadoul, storico del cinema e critico cinematografico francese (n. 1904)
- 14 ottobre - Marcel Aymé, scrittore francese (n. 1902)
- 14 ottobre - Folke Kirkemo, calciatore norvegese (n. 1899)
- 15 ottobre - Luigi Meroni, calciatore italiano (n. 1943)
- 16 ottobre - Friedrich Gogarten, teologo tedesco (n. 1887)
- 16 ottobre - Carl Clarence Kiess, astronomo statunitense (n. 1887)
- 16 ottobre - Tsuneo Tomita, scrittore giapponese (n. 1904)
- 17 ottobre - Pu Yi, imperatore cinese (n. 1906)
- 17 ottobre - Giuseppe Dalla Torre, giornalista italiano (n. 1885)
- 18 ottobre - Richard McCreery, generale britannico (n. 1898)
- 19 ottobre - Herman Hack, attore statunitense (n. 1899)
- 19 ottobre - Roger Masson, militare svizzero (n. 1894)
- 20 ottobre - Riccardo Fabbri, politico e sindacalista italiano (n. 1920)
- 20 ottobre - Jean-Henri Humbert, esploratore e botanico francese (n. 1887)
- 20 ottobre - Paul Voyeux, calciatore francese (n. 1884)
- 20 ottobre - Shigeru Yoshida, politico giapponese (n. 1878)
- 21 ottobre - Ejnar Hertzsprung, astronomo e chimico danese (n. 1873)
- 21 ottobre - Bayes Norton, velocista statunitense (n. 1903)
- 22 ottobre - Eugénie Cotton, scienziata francese (n. 1881)
- 23 ottobre - Antonio Ciamarra, militare italiano (n. 1891)
- 23 ottobre - Einar Karlsson, calciatore svedese (n. 1909)
- 23 ottobre - Emanuele Zuccato, scrittore italiano (n. 1899)
- 24 ottobre - René Génin, attore francese (n. 1890)
- 25 ottobre - Arturo Burato, politico italiano (n. 1898)
- 25 ottobre - Heinrich Eduard Jacob, giornalista, scrittore e drammaturgo tedesco (n. 1889)
- 25 ottobre - Guillermo Lovell, pugile argentino (n. 1918)
- 25 ottobre - Árpád Vajda, scacchista ungherese (n. 1896)
- 27 ottobre - Robert Carmody, pugile statunitense (n. 1938)
- 27 ottobre - Giacomo Roseo, calciatore, dirigente d'azienda e dirigente sportivo italiano (n. 1889)
- 30 ottobre - Julien Duvivier, regista, sceneggiatore e produttore cinematografico francese (n. 1896)
- 30 ottobre - Remo Ranieri, dirigente d'azienda italiano (n. 1894)
- 30 ottobre - Luigi Stabilini, ingegnere italiano (n. 1896)
- 31 ottobre - Alberto Corazza, calciatore italiano (n. 1930)
- 31 ottobre - Camillo Sbarbaro, poeta, scrittore e aforista italiano (n. 1888)